# Spatalla salsoloides
Spatalla salsoloides är en tvåhjärtbladig växtart som först beskrevs av Robert Brown, och fick sitt nu gällande namn av Rourke. Spatalla salsoloides ingår i släktet Spatalla och familjen Proteaceae. Inga underarter finns listade i Catalogue of Life.